# Menglon
Menglon is een gemeente in het Franse departement Drôme (regio Auvergne-Rhône-Alpes) en telt 429 inwoners (2011). De plaats maakt deel uit van het arrondissement Die.

## Geografie
De oppervlakte van Menglon bedraagt 36,9 km², de bevolkingsdichtheid is 11,6 inwoners per km².

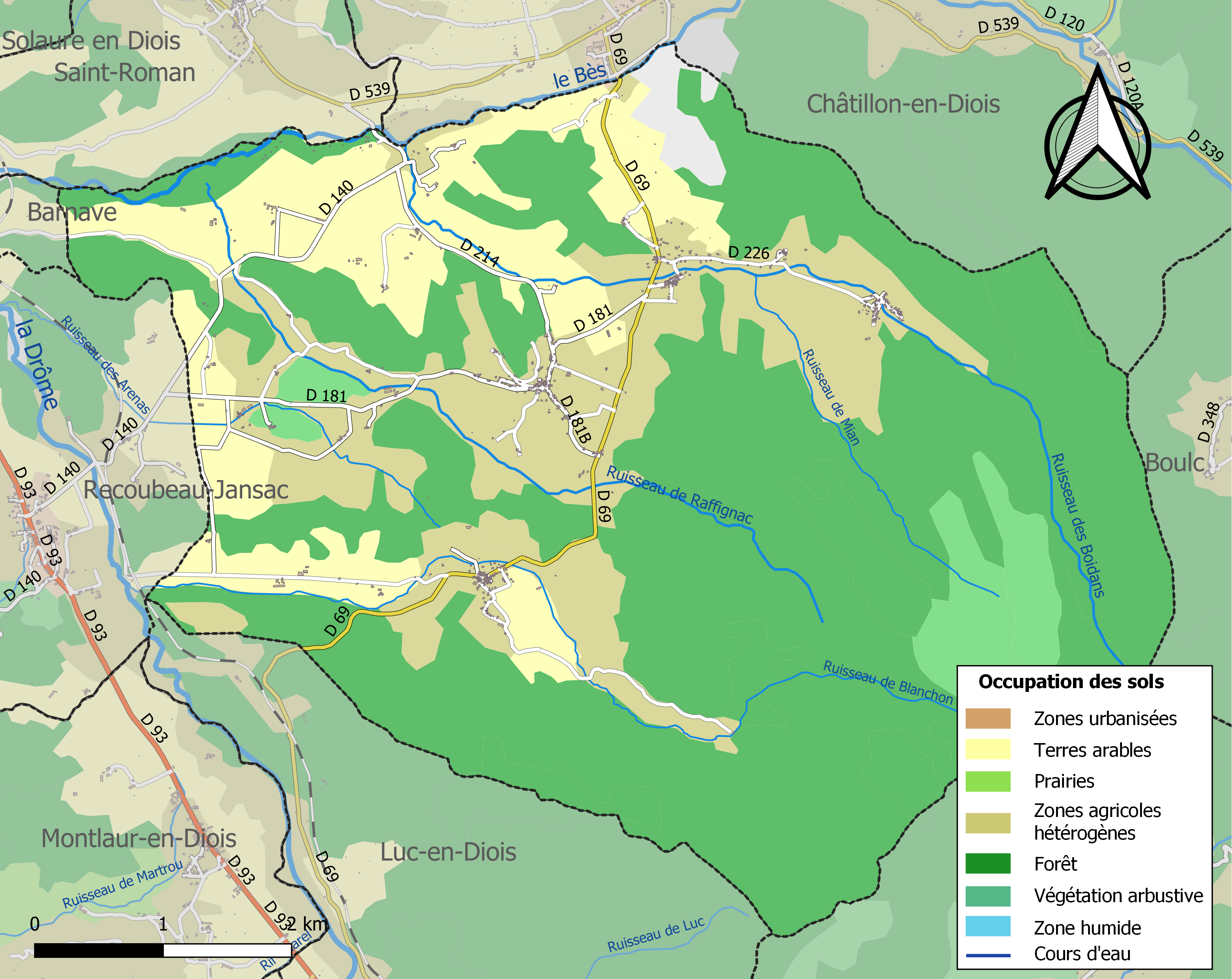
Kaart van de gemeente met belangrijkste infrastructuur, bodemgebruik en omliggende gemeenten

## Demografie
Onderstaande figuur toont het verloop van het inwonertal (bron: INSEE-tellingen).